# Eva Rexed
Eva Marina Rexed (* 30. August 1975 in Uppsala) ist eine schwedische Schauspielerin.

## Leben
Eva Rexed studierte von 2000 bis 2004 an der zur Universität Lund gehörenden Theaterakademie von Malmö. Sie wurde unmittelbar nach dem Abschluss für die Rolle der Polizistin „Ewa Moreno“ in sechs Fernsehverfilmungen der Kriminalromane von Håkan Nesser um den „Kommissar Van Veeteren“ engagiert, die sie einem internationalen Publikum bekannt machten. 2005 spielte sie die Hauptrolle in dem Film Doxa, als junge Frau im Kampf gegen einen Großkonzern, dem sie die Schuld an der Krebserkrankung ihres dort beschäftigten Vaters gibt. Zudem trat Eva Rexed unter anderem am Königlichen Dramatischen Theater von Stockholm in Bühnenrollen auf.

## Filmografie
- 2005: Dödssyndaren
- 2005: Doxa
- 2005: Håkan Nesser – Der unglückliche Mörder (TV)
- 2005: Håkan Nesser – Das vierte Opfer (TV)
- 2005: Håkan Nesser – Münsters Fall (TV)
- 2006: Håkan Nesser – Moreno und das Schweigen (TV)
- 2006: Håkan Nesser – Die Schwalbe, die Katze, die Rose und der Tod (TV)
- 2006: Håkan Nesser – Van Veeterens schwerster Fall (TV)
- 2009: Apan
- 2010: Time Out of Place / Tid ur led
- 2011: Juni (En midsommarnattsmardröm)
- 2016: 30 Grad im Februar (Fernsehserie, 2 Episoden)